# Harmothoe norvegica
Harmothoe norvegica är en ringmaskart som beskrevs av Bidenkap 1895. Harmothoe norvegica ingår i släktet Harmothoe och familjen Polynoidae. Inga underarter finns listade i Catalogue of Life.